# Dicrurus hottentottus
El drongo crestudo (Dicrurus hottentottus) es una especie de ave paseriforme de la familia Dicruridae. Antiguamente esta especie era considerada conespecífica con Dicrurus bracteatus. Algunas autoridades incluyen al Dicrurus sumatranus como subespecie de D. hottentottus (Lepage 2003).

## Descripción
El drongo crestudo mide unos 33 cm de largo. Su espalda es de color negro brillante con una larga y ancha cola ahorquillada. El extremo de su cola llama la atención por su bucle. Es la única especie de drongo con esta característica.

## Distribución y hábitat
Se lo encuentra en la franja que va desde la India y Bután hasta Indochina, sur de China, Indonesia, y Brunéi (BirdLife International 2008). El drongo crestudo se desplaza en pequeñas bandadas y es muy ruidoso.

## Subespecies
Se reconocen las siguientes:
- D. h. brevirostris (Cabanis, 1851) - centro y sur de China hacia norte de Birmania y norte de Indochina
- D. h. hottentottus (Linnaeus, 1766) - India hasta el centro de Birmania y el sur de Indochina
- D. h. faberi Hoogerwerf, 1962 - oeste de Java (isla Panaitan e islas en la bahía de Yakarta)
- D. h. jentincki (Vorderman, 1893) - este de Java, Bali y las islas del mar de Java
- D. h. borneensis (Sharpe, 1879) - Borneo
- D. h. palawanensis Tweeddale, 1878 - Palawan (oeste de Filipinas)
- D. h. samarensis Vaurie, 1947 - este-centro de Filipinas
- D. h. striatus Tweeddale, 1877 - sur de Filipinas
- D. h. cuyensis (McGregor, 1903) - oeste-centro de Filipinas
- D. h. suluensis Hartert, 1902 - archipiélago de Joló
- D. h. guillemardi (Salvadori, 1890) - islas Obi (Molucas)
- D. h. banggaiensis Vaurie, 1952 - islas Banggai (este de Célebes)
- D. h. pectoralis Wallace, 1863 - islas Sula
- D. h. leucops Wallace, 1865 - Célebes e islas adyacentes